# Girard I de Rosselló
Girard I de Rosselló   (segle XI - 1113) fou comte de Rosselló (1102-1113). Succeí al seu pare el comte Guislabert II, a la mort d'aquest el 1102. De jove participà en la Primera Croada a Terra Santa, duent nombrosos vassalls, i participant activament en els setges d'Antioquia el 1098 i de Jerusalem el 1099. El 1103 retornà al comtat de Rosselló per fer-se'n càrrec.
Es casà amb la donzella Agnès amb la qual va tenir dos fills:
- Gausfred III de Rosselló (?-1164), comte de Rosselló
- Beatriu de Rosselló, casada amb Guillem de Narbona